# Otto Fabricius
Otto Fabricius (Rudkøbing, 6 maart 1744 - Kopenhagen, 20 mei 1822) was een Deens missionaris, natuuronderzoeker, etnograaf en ontdekker. Hij is in de jaren 1768–1773 naar Groenland gestuurd en in die periode maakte hij vele observaties en collecties. Zijn onderkomen op Groenland was primitief: hij woonde in een inuitenhut gebouwd van turf met als enige kunstmatige licht een olielamp. Daarnaast had hij een boek bij zich, Systema Naturae van Carl Linnaeus. Echter had hij voldoende resultaten om in 1780 terug in Denemarken het boek Fauna Groenlandica uit te brengen. Hierin omschreef hij 473 diersoorten, waarvan 130 nog nooit eerder waren ontdekt. Daarbij gaf hij beschrijvingen van het uiterlijk, habitat en gedrag, de naam die de inuiten aan het dier gaven, hoe zij het dier gebruikten en hoe zij het dier vingen.
- Bibliothèque nationale de France: cb119953989 (data)
- Gemeinsame Normdatei: 130450693
- International Standard Name Identifier: 0000 0000 8148 1176
- Library of Congress Control Number: n88217655
- Nederlandse Thesaurus van Auteursnamen: 128720700
- LIBRIS: 347141
- Système universitaire de documentation: 028038045
- Virtual International Authority File: 68938761
- WorldCat: E39PBJktvTpm3mrpdtbm8ffpfq